# Protesta contra Miss America
La protesta de Miss America fue una manifestación feminista en el paseo marítimo de Atlantic City, celebrada durante el concurso de Miss America del 1969 (7 de septiembre de 1968), a la que asistieron alrededor de 400 mujeres,  además de grupos defensores de los derechos civiles. La protesta fue organizada por el grupo New York Radical Women y tuvo como acto simbólico la instalación del Cubo de Basura de la Libertad  (Freedom trash can) al cual se arrojaron productos de higiene femeninos, además de ollas, pestañas postizas, fregonas, sujetadores y otros artículos.  Paralelamente dentro de la sala del concurso, se desplegó una gran pancarta con la frase "Liberación de las Mujeres", consiguiendo así, la atención de los medios de comunicación de todo el mundo y especialmente en los Estados Unidos hacia el Movimiento de liberación de las mujeres.
La reportera Lindsy Van Gelder hizo una analogía en su reportaje entre las manifestantes feministas que arrojaron sujetadores en el cubo de basura y los manifestantes de la Guerra de Vietnam que quemaron sus tarjetas de reclutamiento. Se publicó bajo el titular La quema de sujetadores y Miss America (Bra-Burners and Miss America). Así la frase 'la quema de sujetadores' se asoció erróneamente y permanentemente al evento y se convirtió en una consigna feminista.

## Orígenes
New York Radical Women era un grupo que había estado activo en el movimiento por los derechos civiles, la Nueva Izquierda y los movimientos contra la guerra. El grupo fue creado el 1967 por la exestrella infantil de televisión Robin Morgan, Carol Hanisch, Shulamith Firestone y Pam Allen las cuales buscaban una forma de dar a conocer su movimiento.
Carol Hanisch dijo que tuvo la idea, después de que el grupo, incluyendo Kathie Sarachild, Rosalyn Baxandall, Alix Kates Shulman, Patricia Mainardi, Irene Peslikis y Ellen Willis, vieron una película que mostraba cómo los estándares de belleza oprimían a las mujeres y se incluían imágenes de un desfile de Miss America en traje de baño. "Me hizo pensar que protestar contra el desfile podría ser una buena forma de hacer llegar el movimiento a la conciencia pública". "Porque hasta este momento, no habíamos hecho muchas acciones todavía. Éramos un movimiento muy pequeño. Fue algo muy atrevido de hacer. Miss America era comparable al icono de l'American pie'. ¿Quién se atrevería a criticarlo? El grupo decidió incorporar las técnicas utilizadas con éxito por el movimiento de derechos civiles y adaptarlas a la nueva idea de la liberación de la mujer.

## Manifestación
El 7 de septiembre de 1968, alrededor de 400 feministas de las ciudades Nueva York, Boston, y Detroit, y de los Estados de Nueva Jersey y Florida se reunieron en el paseo marítimo de Atlantic City, fuera del edificio donde tenía lugar el concurso de Miss America, para protestar contra lo que llamaron, "el degradante símbolo de Mujer Imbécil con Tetas" y las normativas de belleza de la sociedad estadounidense. Desfilaron con pancartas, repartieron panfletos y coronaron a una oveja viva, comparando el concurso de belleza con las competiciones de ganado en las ferias del condado.
También arrojaron simbólicamente una serie de productos femeninos en el Cubo de Basura de la Libertad que incluía fregonas, ollas y sartenes, ejemplares de las revistas Cosmopolitan y Playboy, pestañas postizas, zapatos de tacón alto, rulos, laca para el cabello, maquillaje, fajas, corsés y sujetadores; objetos que las manifestantes llamaron "instrumentos de tortura femenina" y accesorios que se percibían como feminidad forzada. Las manifestantes veían el concurso y sus símbolos como opresores de las mujeres. haciendo hincapié en un estàndar de belleza arbitrario. Estaban en contra del etiquetado, el culto y la explotación de la "chica más bella de América". 

### ¡No más Miss America!
Robin Morgan, redactó el panfleto  '¡No Más Mis America!' (No More Miss America) en el cual se animaba a las mujeres a "reclamaran sus propios cuerpos",  enumerando diez características de este concurso que degradaban a las mujeres.
1. El degradante símbolo de Mujer Imbécil con Tetas
2. Racismo con rosas
3. Miss America como mascota de la muerte militar
4. El juego de engaño al consumidor
5. Competición amañada y sin reglas
6. La mujer como tema obsolescente de la cultura pop
7. La imbatible combinación de Madonna-Puta
8. La corona irrelevante en el trono de la mediocridad
9. Miss America era comparable al sueño de --?
10. Miss America como la Hermana Mayor que te vigila

Las concursantes personificaban el degradante símbolo de 'Mujer Imbécil con Tetas', ya que el desfile de la pasarela era comparable a una feria de ganado, donde se juzgaba a los animales por la dentadura, el pelo, etc., y donde el mejor ejemplar recibía el lazo azul. Desde el inicio del concurso en 1921, solo habían sido aceptadas concursantes caucásicas como finalistas, por lo que la autora ridiculizaba el concurso como 'Racismo con rosas'.  'Miss America como mascota de la muerte militar'  criticaba la gira que hacía la ganadora para dar apoyo a las tropas en países extranjeros, personificando la "feminidad americana patriótica y sin mancha por la cual nuestros muchachos están luchando".
Miss America era un producto comercial para los patrocinadores del concurso, convirtiéndola en una parte principal de 'El juego de engaño al consumidor'  Se deploraba la enfermedad competitiva de 'ganar o no eres nadie' (win-or-you're-worthless) que describió como 'Competición amañada y sin reglas'. Se criticaba 'La mujer como tema obsolescente de la cultura pop', que se describía  como la promoción de mujeres jóvenes, atractivas y maleables, pero que con la selección de una nueva ganadora cada año, quedaban descartadas.
Se comparaba el desfile con la página central de Playboy describiéndolo  como 'La imbatible combinación de Madonna-Puta'. Se acusaba el concurso  de alentar a las mujeres a ser inofensivas, insulsas y apolíticas, y se ignoraban características como la personalidad, la elocuencia, la inteligencia y el compromiso. Lo llamaron "La corona irrelevante en el trono de la mediocridad". El certamen de "Miss America era comparable al sueño de  --? ", alcanzar ser Miss se posicionaba como el penúltimo objetivo de cada niña, mientras que los niños debían crecer y convertirse en presidentes de los Estados Unidos. Los hombres eran juzgados por sus acciones, las mujeres por su apariencia.
Morgan escribió que el concurso intententava controlar el pensamiento, creando la ilusión de "Miss America como la Hermana Mayor que te vigila". intentando esclavizar a las mujeres con tacones altos, en roles de inferioridad e inculcar valores en las jóvenes de las mujeres como animales de compras."¡No más Miss America!" fue el primer folleto público de la época, en compartir los ideales del movimiento; estas denuncias sobre el concurso describieron y predijeron numerosos problemas que las mujeres tendrían que superar en su batalla por la igualdad.

### Protesta dentro del concurso
Además de arrojar los artículos al cubo de basura y de distribuir planfetos, cuatro manifestantes, entre ellas Kathie Sarachild y Carol Hanisch, compraron entradas y entraron a la sala y mientras la Miss saliente de 1968, Debra Barnes Snodgrass, estaba dando su discurso de despedida, estas mujeres desplegaron una pancarta que decía "Liberación de las Mujeres" y comenzaron a gritar "¡liberación de las mujeres!" y "¡No más Miss America!' antes de que la policía las detuviera,  Mientras que las cámaras de televisión en el evento no las mostraban, los periódicos de todo el país cubrieron la protesta. Sarachild comentó 'Creo que hizo que la frase 'liberación de las mujeres' se convirtiera en un eslogan popular". La Miss America saliente dijo que las manifestantes estaban disminuyendo el arduo trabajo de miles de competidoras que asistían a la escuela y habían hecho un gran esfuerzo para desarrollar sus talentos.

### Origen de la 'Quema de sujetadores'
El uso simbólico de un cubo de basura para deshacerse de objetos femeninos captó la atención de los medios. La  organizadora de la protesta, Carol Hanisch, dijo que tenían intención de quemar el cubo, pero el departamento de policía no lo permitió. El reportaje de Lindsy Van Gelder en el New York Post con el titular La quema de sujetadores y Miss America trazaba una analogía entre la protesta feminista y los manifestantes de la Guerra de Vietnam que quemaron sus tarjetas de reclutamiento. A la vez una noticia en un periódico local el Atlantic City Press informó erróneamente de que "los sujetadores, fajas, rellenos, rulos y copias de revistas femeninas se quemaron en Cubo de Basura de la Libertat. Las personas que estaban presentes dijeron que nadie quemó un sujetador, ni que nadie se quitó el sujetador, sin embargo, la frase se convirtió en el tema principal y se asoció rápidamente con las mujeres que optaron por ir sin sujetador. Esta idea fue reforzada por feministas como Germaine Greer quien poco después de convertirse en miembro del Newnham College para mujeres en 1962, sorprendió con su condena a los sujetadores en un evento universitario." 

Germaine explicaba que no podía haber liberación para las mujeres, por muy educadas que fueran, siempre que tuviéramos que meter nuestros senos en sostenes construidos como miniVesubios, dos conos en voladizo blancos cosidos que no tenían ningún parecido a la anatomía femenina La molestia voluntariamente sufrida del sujetador de los años sesenta, opinaba enérgicamente, era un horrible símbolo de la opresión masculina ... [Nos quedamos] asombradas ante la sola idea de que una mujer pudiera hablar tan fuerte y fuera de turno y que palabras como " sujetador "y" pechos "-o tal vez ella dijo" tetas "-se podría pronunciar en medio de la solemnidad pseudo-masculina de una cena universitaria.

### Precedente histórico
La Quema de sujetadores se hizo eco de una expresión usada anteriorment por feminista que pidieron quemar corsés como paso hacia liberación. En 1873 Elizabeth Stuart Phelps Ward escribió:

La quema de las cotillas! ... No, no guardes las barbas de ballena, nunca más las vas a necesitar. Haz una hoguera de los crueles aceros que han dominado tu tórax y abdomen durante tantos años y da un suspiro de alivio, tu emancipación, te aseguro, que ha comenzado desde este momento.
Elisabeth Phelps

### Reacción en contra
La autora y feminista Bonnie J. Dow sugirió que la asociación entre el feminismo y la quema de sujetadores era alentada por individuos que se oponían al movimiento feminista. La quema de sujetadres creó una imagen de que las mujeres realmente no buscaban liberarse del sexismo, sino que trataban de afirmarse como seres sexuales. Esto podría llevar a creer, como escribió en su artículo Feminismo, Miss America y Mitología de los medios (Feminism, Miss America, and Media Mythology) que las mujeres simplemente trataban de estar "de moda y atraer hombres."
Las mujeres asociadas con un acto como quemar simbólicamente su sujetador pueden ser vistas por algunos como radicales que rompen la ley, ansiosas por conmocionar al público. Esta visión puede haber apoyado los esfuerzos de los opositores al feminismo y su deseo de invalidar el movimiento. Algunas activistas feministas creyeren que los antifeministas utilizaron el mito de la quema de sujetadores y el tema de ir sin sujetador para trivializar lo que los manifestantes intentaban lograr ese día y el movimiento feminista en general.

## Legado
Un documental de seis minutos, Up Against the Wall Miss America (1968), recoge esta protesta de Miss America.
La manifestación fue en gran parte responsable de hacer llegar el movimiento de liberación de las mujeres a la consciencia nacional estadounidense. El evento "marcó el final de la oscuridad del movimiento" e hizo que los temas de "liberación de la mujer" y los estándares de belleza se discutieran a nivel nacional.
"¡No más Miss America! Diez puntos de protesta" se incluyó en la antología de 1970 Sisterhood is Powerful: An Anthology of Writings From The Women's Liberation Movement,editada por Robin Morgan.